# Olimpius Inferno
Olimpius Inferno (russisk: Олимпиус Инферно) er en russisk spillefilm fra 2009 af Igor Volosjin.

## Medvirkende
- Henry David — Michael
- Polina Filonenko — Zjenja
- Vadim Tsallati — Vakho
- Adgur Maliya — Akhsar
- Jelena Khramova